# 箕友誠
箕友誠または奇友誠（朝鮮語: 기우성）は、高麗の豪族であり、朝鮮の氏族の幸州奇氏（徳陽奇氏）の始祖である。
中国殷の政治家・箕子の41代孫の準王が全羅北道金馬郡に逃れ、準王の7代孫の箕勲の息子3兄弟の1人が箕友誠である。なお、奇友誠の長兄の友平は北原鮮于氏（太原鮮于氏）の開祖となり、次兄の友諒は上党韓氏（清州韓氏）の開祖となった。